# Gary Ablett
Gareth Ian "Gary" Ablett (ur. 19 listopada 1965, zm. 1 stycznia 2012) – angielski piłkarz i trener piłkarski. Grał na pozycji obrońcy.
Przez dziewięć lat reprezentował Liverpool, a następnie odszedł do lokalnych rywali – Evertonu, z którym wygrał Puchar Anglii w 1995 roku.
Ablett zmarł 1 stycznia 2012 roku po 16 miesięcznej bitwie z chłoniakami nieziarniczymi.